# Guy Burgess

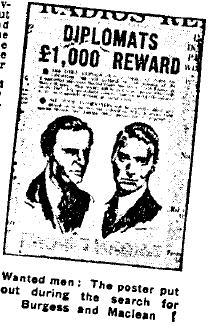
Poster met de aankondiging dat Burgess (rechts) en Maclean werden "gezocht".

Guy Francis De Moncy Burgess (Devonport, 16 april 1911 – Moskou, 30 augustus 1963) was een Brits dubbelspion die voor de Sovjet-Unie werkte. Hij was een van de Cambridge Five die gedurende de Tweede Wereldoorlog en Koude Oorlog Westerse geheimen doorspeelden aan de Sovjets.

## Biografie
Guy Burgess werd in Devonport (Plymouth, Engeland) geboren en was de oudste zoon van Commander Malcolm Kingsford de Moncy Burgess RN en Evelyn Mary. Hij studeerde korte tijd aan Eton College. Hij ging korte tijd naar het Britannia Royal Naval College, maar vanwege zijn slechte ogen werd hij niet toegelaten en hij ging terug naar Eton. Daarna studeerde hij aan het Trinity College (Cambridge).
Na zijn studie werkte hij voor The Times en van 1936 tot 1944 voor de BBC, als producent van The Week in Westminster, een wekelijks verslag van de handelingen in het Britse Parlement. Op 1 oktober 1938 had hij een vrijwel onbekende ontmoeting met Winston Churchill die - achteraf bezien - grote gevolgen had voor de rol van Churchill in de politiek op de drempel van de Tweede Wereldoorlog en daarmee zelfs voor de wereldgeschiedenis.
Vanaf 1939 werkte hij voor MI5 om oorlogspropaganda te ontwikkelen. In 1944 ging hij voor de Foreign Office werken op de nieuwsafdeling. Burgess en Anthony Blunt speelden geheime documenten van de Foreign Office en MI5 die de militaire strategie van de geallieerden beschreven door aan de Russen. In 1951 vluchtte hij met Donald Maclean naar de Sovjet-Unie nadat deze onder verdenking van spionage was komen te staan, terwijl Burgess zelf niet verdacht werd van spionage. Yuri Modin (de controller van Burgess en Maclean) vertelde later dat Burgess dacht dat hij Maclean alleen zou begeleiden tot in Moskou en daarna weer terug zou keren naar Engeland. Hij werd echter door de KGB tegengehouden en moest in Moskou blijven.
In tegenstelling tot Maclean, die een gerespecteerd Sovjetburger werd, heeft Burgess nooit geaard in de Sovjet-Unie. Een waarschijnlijke reden hiervoor was dat Burgess een excentrieke homoseksueel was, in een tijd dat homoseksualiteit in de Sovjet-Unie verre van geaccepteerd was - ook al had hij een door de staat gesanctioneerde minnaar. Burgess heeft ook nooit, wederom in tegenstelling tot Maclean, pogingen gedaan Russisch te leren; hij bleef ook kleding bestellen bij zijn kleermaker aan de Savile Row.
Peter Wright beschrijft Burgess als de meest atypische spion die hij kende: "Aan de ene kant was Burgess de karikatuur van de estheet en boemelaar ... het volgende punt was dat hij te veel dronk ... Burgess werd uiteindelijk bij de diplomatieke dienst ontslagen, maar nog steeds niet omdat hij ervan werd verdacht Russisch agent te zijn. Hij was berucht geworden door zijn gedrag dat werkelijk alle perken te buiten ging, maar in plaats van ontslagen te worden kreeg hij in oktober 1950 een benoeming bij de ambassade in Washington." Vanaf vroege leeftijd was hij alcoholist en in de Sovjet-Unie werd hij klaarblijkelijk steeds afhankelijker van de drank en schijnt hij daar ook aan te zijn gestorven, op 52-jarige leeftijd.
Zijn laatste wens was begraven te worden in Engeland en deze wens werd ingewilligd. Zijn graf is in West Meon in Hampshire.

## Op Burgess' leven gebaseerde werken
- Another Country, een toneelstuk van Julian Mitchell dat vervolgens werd verfilmd met de gelijknamige film Another Country.
- Philby, Burgess And Maclean, een televisiefilm uit 1977 die door Granada Television werd gemaakt voor ITV network over het overlopen van Burgess en Maclean en het daaropvolgende onderzoek naar Kim Philby.
- An Englishman Abroad, een toneelstuk voor televisie uit 1983 television van Alan Bennett met Alan Bates als Burgess, daarna bewerkt voor toneel door Bennett als de eerste akte van Single Spies.
- Cambridge Spies, een vierdelige televisieserie voor de BBC met Tom Hollander als Burgess
- A Morning With Guy Burgess, een gedramatiseerd toneelstuk over het leven van Burgess van John Morrison dat in 2011 in première ging
- The Turning Point door Michael Dobbs, een toneelstuk over de ontmoeting in 1938 tussen Burgess en Winston Churchill. Het toneelstuk werd live op televisie uitgezonden door Theatre LiveSky Arts met Benedict Cumberbatch als Burgess en Matthew Marsh als Churchill.[4]